# Большая Уча
Большая Уча (удм. Бадӟым Уча) — село в Можгинском районе Удмуртии, центр Большеучинского сельского поселения. Расположено в 28 км от Можги и в 118 км от Ижевска.
Впервые упоминается в 1710 году как деревня с 33 дворами в составе Арской даруги. В XIX веке деревня стала селом и центром волости в Малмыжском уезде Вятской губернии. В 1846 году бы открыта школа. В 1853—1864 годах была построена каменная Троицкая церковь, сохранившаяся до наших дней. В 1929 году Большеучинская волость была упразднена и село вошло в состав Можгинского района Вотской АО. В 1937—1956 годах Большая Уча была центром Большеучинского района Удмуртской АССР, но потом вновь стала относиться к Можгинскому району.
По состоянию на конец 2000-х годов в селе работали ООО «Россия» (производство сельскохозяйственной продукции), швейное и колбасное производство, мастерская по ремонту сельхозтехники, почта, дом культуры, библиотека, средняя общеобразовательная школа, спортивная школа, школа искусств, детский сад, больница, ветлечебница, торговый центр. В селе установлены памятники погибшим в 1919 году в борьбе за установление советской власти и памятник погибшим в Великой Отечественной войне.
В сельской средней школе учился маршал авиации Фёдор Я́ковлевич Фалале́ев.
| 2008 | 2010  | 2012  |
| ---- | ----- | ----- |
| 2128 | ↘1937 | ↗1964 |